# Edward A. Allworth
Edward Alfred Allworth (* 1. Dezember 1920; † 20. Oktober 2016 in New York City) war ein US-amerikanischer Historiker. Er war Professor emeritus für turko-sowjetische Studien, Direktor des Center for the Study of Central Asia und Mitglied des Harriman Institutes an der Columbia University.
Während des Zweiten Weltkriegs war Allworth für die US Army in der Normandie aktiv. Seine wissenschaftliche Karriere führte ihn von der Oregon State University, wo er seinen Bachelor machte, über einen Masterabschluss an der University of Chicago, zur Columbia University, wo er sein Studium 1959 mit dem Ph.D. abschloss, nachdem er 1957 als einer der ersten amerikanischen Besucher das sowjetische Zentralasien besucht hatte. Nachdem er am Reed College und an der Ford Foundation tätig gewesen war, kehrte er zur Columbia University zurück. Hier wurde er zum Gründungsdirektor sowohl des 1970 begonnenen Programms für sowjetische Nationalitätenprobleme als auch des 1984 eingerichteten Center for the Study of Central Asia. In den 1980er-Jahren stand Allworth einigen offiziellen Austauschprogrammen zwischen amerikanischen und sowjetischen Studenten vor; später wurde er von der Akademie der Wissenschaften der UdSSR sowie von den usbekischen und kasachischen Akademien eingeladen, verschiedene Themen vor Ort zu erforschen. Seine zahlreichen wissenschaftlichen Publikationen inkludieren Schriften über das sowjetische Afghanistan, die Krimtataren, Tadschikistan und Studien zur usbekischen Intelligenzija.

## Werke (Auswahl)
- Uzbek literary politics, Mouton & Co., 1964
- The nationality question in Soviet Central Asia (Hg.), Praeger Publishers, 1973
- The modern Uzbeks from the fourteenth century to the present: a cultural history, Hoover Press, 1990
- Central Asia, 130 years of Russian dominance: A historical overview, Duke University Press, 1994
- Muslim Communities Reemerge: Historical Perspectives on Nationality, Politics, and Opposition in the Former Soviet Union and Yugoslavia (Co-Hg.), Duke University Press, 1994
- The Tatars of Crimea: Return to the Homeland, Duke University Press, 1997
- The preoccupations of Abdalrauf Fitrat, Bukharan nonconformist, Das Arab. Buch, 2000
- Evading Reality. The Devices of ʿAbdalrauf Fitrat, modern Central Asian reformist, Brill, 2002